# Tortchyn
Tortchyn (ukrainien : Торчин) est une commune urbaine de l'oblast de Volhynie, en Ukraine. Elle compte 4 546 habitants en 2021.